# Laren (Bumiayu)
Laren is een bestuurslaag in het regentschap Brebes van de provincie Midden-Java, Indonesië. Laren telt 4170 inwoners (volkstelling 2010).